# Statilia chayuensis
Statilia chayuensis är en bönsyrseart som beskrevs av Zhang 1983. Statilia chayuensis ingår i släktet Statilia och familjen Mantidae. Inga underarter finns listade i Catalogue of Life.